# Wilde Jagd

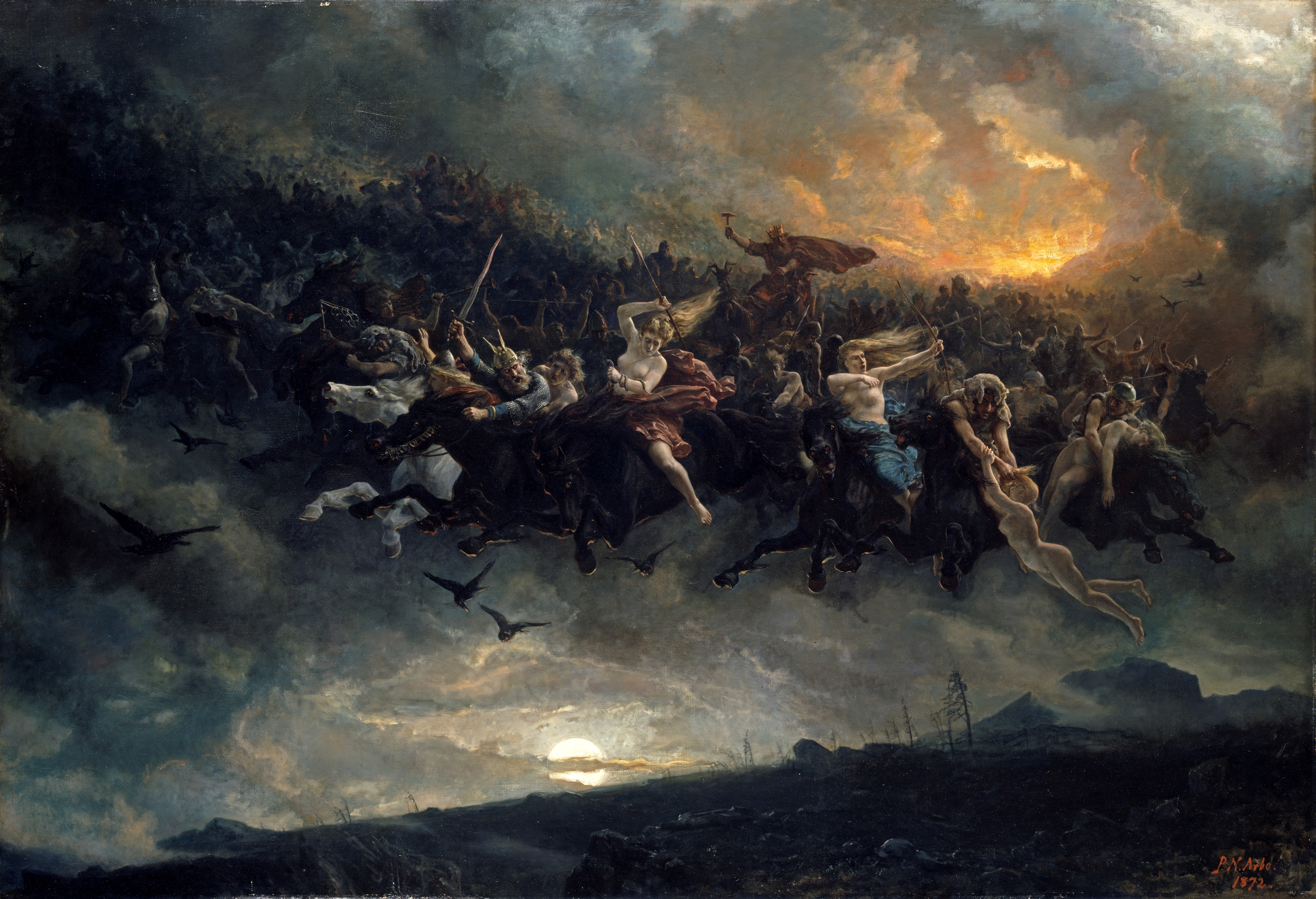
Åsgårdsreien (Wilde Jagd), Gemälde von Peter Nicolai Arbo, 1872

Die Wilde Jagd, auch das Wilde Heer oder die Wilde Fahrt genannt, ist die deutsche Bezeichnung für eine in vielen Teilen Europas verbreitete Volkssage, die sich zumeist auf eine Gruppe von übernatürlichen Jägern bezieht, die über den Himmel jagen. Die Sichtung der Jagd konnte je nach Region verschiedene Folgen haben. Einerseits galt sie als Vorbote für Katastrophen wie Kriege, Dürren oder Krankheiten, aber sie konnte auch auf den Tod desjenigen verweisen, der ihr Zeuge wurde. Zudem gibt es auch Versionen, in denen Zeugen Teil der Jagd wurden oder die Seelen von Schlafenden mitgezogen wurden, um an der Jagd teilzunehmen. Der Begriff „Wilde Jagd“ wurde auf Grundlage von Jacob Grimms Deutscher Mythologie (1835) geprägt.
Das Phänomen, das regional deutlich verschiedene Ausprägungen hat, ist in Skandinavien als Odensjakt („Odins Jagd“), Oskorei, Aaskereia oder Åsgårdsrei („der asgardische Zug“, „Fahrt nach Asgard“) bekannt und hier eng mit der Julzeit verbunden. Auch in den alemannischen und schwäbischen Mundarten wird der Bezug zu Wotin/Odin im Namen Wüetisheer (mit zahlreichen Abwandlungen) deutlich; in den Alpen spricht man auch vom Gratzug. In England wird der Zug the Wild Hunt genannt, in Frankreich Mesnie Hellequin, chasse fantastique, chasse aérienne oder chasse sauvage. Im französischsprachigen Teil Kanadas wird der Begriff Chasse-galerie verwendet. Im Italienischen wird das Phänomen als caccia selvaggia oder caccia morta bezeichnet.

## Der Geisterzug

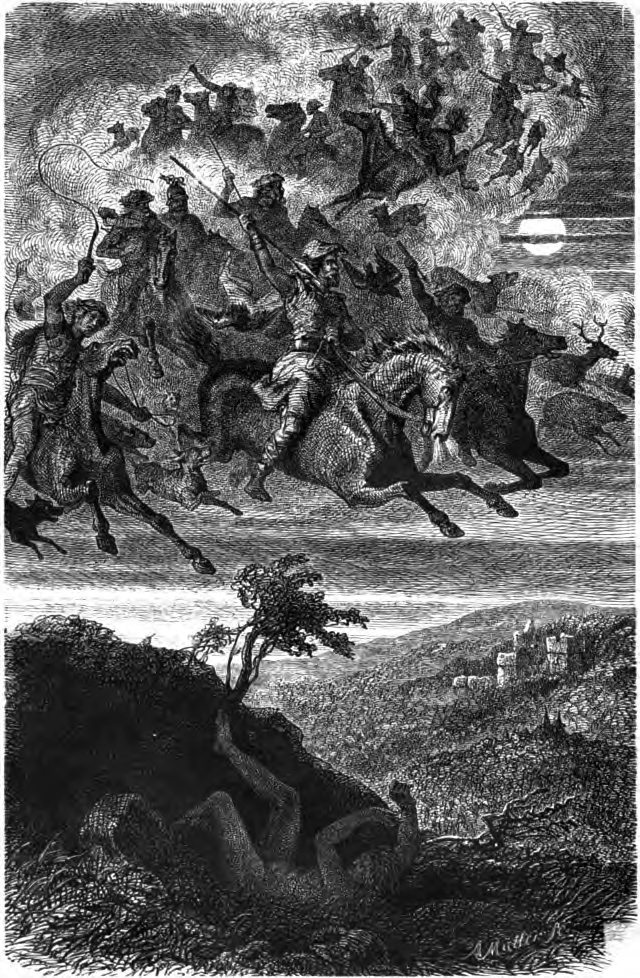
Wotans wilde Jagd (Gemälde von Friedrich Wilhelm Heine, 1882)

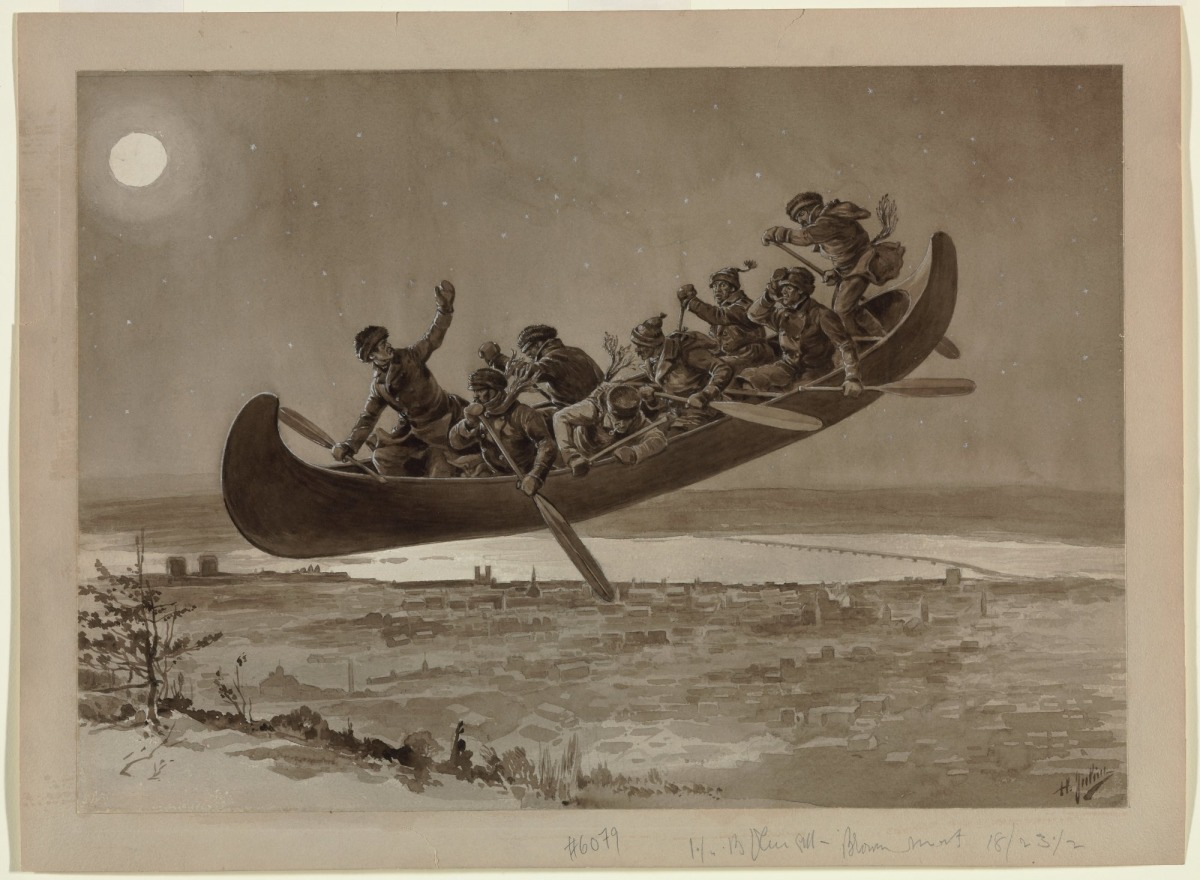
La chasse galerie (Darstellung von Henri Julien, 1906)

Das Wilde Heer bzw. die Wilde Jagd zieht besonders in der Zeit zwischen Weihnachten und dem Dreikönigstag (den Rauhnächten) durch die Lüfte, aber auch die Fastnachtszeit, die Fronfasten und selbst der Karfreitag erscheinen als besondere Daten.
Die christlichen Daten haben die heidnischen überlagert, die vor allem in den Rauhnächten die Wilde Jagd ziehen sehen. Diese ursprüngliche Zeitspanne vermutet man zwischen der Wintersonnenwende, d. h. dem 21. Dezember und, zwölf Nächte weiter gerechnet, dem 2. Januar. Im europäischen Brauchtum rechnet man jedoch seit der römischen Antike meist vom 25. Dezember (Weihnachten) bis zum 6. Januar (Hochneujahr).
Der Geisterzug zieht mit einem fürchterlichen Gerassel unter Schreien, Johlen, Heulen, Jammern, Ächzen und Stöhnen durch die Lüfte. Manchmal macht er aber auch liebliche Musik, was dann meist als ein gutes Omen verstanden wird; ansonsten kündigt er Unzeiten an.
Am Zug nehmen Männer, Frauen und Kinder teil, meist solche, die vorzeitig einen gewaltsamen oder unglücklichen Tod gefunden haben. Der Zug besteht aus den Seelen der Menschen, die „vor ihrer Zeit“ gestorben sind, also durch Umstände verursacht, die vor dem natürlichen Tod im Alter eintraten. Legendarisch ist überliefert, dass Menschen, die den Zug betrachten, mitgezogen werden und dann jahrelang mitziehen müssen, bis sie befreit werden. Auch Tiere, vornehmlich Pferde und Hunde, ziehen mit.
Allgemein ist die Wilde Jagd dem Menschen nicht feindlich gesinnt; doch ist es ratsam, sich niederzuwerfen oder sich im Hause einzuschließen und zu beten. Wer das Heer provoziert oder verspottet, wird unweigerlich Schaden davontragen, und wer absichtlich aus dem Fenster sieht, um das Heer zu betrachten, dem schwillt etwa der Kopf an, so dass er ihn nicht zurückziehen kann.
In Wales ist die Wilde Jagd besonders mit deren Anführer Arawn, seinen Hunden (den Cŵn Annwn) und der grausigen Mallt-y-Nos verbunden.
In Kanada verschmolz die Sage mit indianischen Motiven. Dort fahren die Jäger in einem Kanu über den Himmel.

## Der Anführer
Den Zug führt manchmal ein Vorreiter oder Warner an, der vor dem Geisterzug warnt mit Rufen wie „Ho ho ho! Aus dem Weg, ab dem Weg, damit niemand geschändet wird!“. Er trägt Namen wie Hassjäger, Helljäger, Tolljäger, Schimmelreiter oder Türst, in Thüringen heißt er auch Elbel, manchmal hat er einen Namen, wie in Schwaben, wo der von weißen Hunden begleitete, weiß gekleidete Berchtold auf einem weißen Pferd dem Wilden Heer voranreitet.
In Schweden wird als Anführer Odin genannt, der eine mythische „Waldfrau“ (schw. Skogsrå, norwegisch Huldra) jagt. In England wird manchmal Herne der Jäger mit der Wilden Jagd in Verbindung gebracht.
An manchen Orten ist auch eine Frau Teil der Wilden Jagd, in Mitteldeutschland Frau Holle, in Süddeutschland und Österreich Perchta. Dabei nehmen diese teilweise an der Jagd teil, während sie in anderen Varianten selbst gejagt werden. Es gibt auch eine Variante, bei der eine Frau die Anführerin der Wilden Jagd ist und sie auf einem riesigen Uhu anführt. In einer Predigt des Dominikaners Johannes Herolt wurde die römische Jagdgöttin Diana als Anführerin der Wilden Jagd erwähnt.
In norddeutschen Sagen spielt Hanns von Hackelberg (auch Hackelnberg) an mehreren Orten eine Rolle und führte u. a. eine Wilde Jagd den Fluss Oker hinauf und hinunter an. Ihm fliegt der Nachtrabe voraus. Der Name Hackelnberg soll sich dabei von Hakul-Berend („Mantelträger“) ableiten und auf Odin verweisen. Die saarländische Sage beschreibt als Führer den „wilden Jäger“ Maltitz, der für den Frevel, am Karfreitag zur Jagd geritten zu sein, für immer verdammt wurde, die Wilde Jagd anzuführen. In der Prignitz jagt während der „Twölven“ Frau Gauden mit ihren 24 hundsgestaltigen Töchtern auf einem Wagen durch die Lüfte. Auch Dietrich von Bern wird zuweilen als Anführer der Wilden Jagd genannt.
Der Wilde Jäger tritt manchmal auch alleine auf.

## Brauchtum
Das Wilde Heer und sein Anführer haben auch eine Beziehung zur Fruchtbarkeit. In Schweden glaubte der einfache Landmann, dass er mit schlechter Heuernte bestraft würde, wenn er Odins Pferden keine Grasbüschel opfere. Im Aargau wurde gesagt, dass das Jahr besonders fruchtbar werde, wenn das Guenisheer schön singe. In Beilngries wurden an der Waudlsmähe, einem Erntefest, dem Waude und seinen Begleitern, dem Waudlgaul und den Waudlhunden Milch, Brot, Bier und Ährenbüschel dargereicht.
Die Wilde Jagd wird im Gebiet von Grödig-Untersberg im Salzburger Land nachgespielt. Mit dumpfen Trommelschlägen und Flöten erscheinen verkleidete Menschen am Donnerstag zwischen dem zweiten und dem dritten Adventssonntag an einem möglichst geheimen Ort und ziehen von Haus zu Haus, wobei sie rufen: „Glück herein, Unglück heraus, es zieht die Wilde Gjoad ums Haus!“. Zu den wichtigsten Figuren gehören Vorpercht, Hexe, Habergeiß, Moosweiberl, Rabe, Riese Abfalter, Saurüssel, Baumpercht, Bär, Bärentreiber und Hahnengickerl. Angeführt werden sie vom Tod.
Teilweise bis heute hat sich die Ansicht gehalten, dass es unratsam sei, zwischen Weihnachten und Neujahr Wäsche zu waschen bzw. aufzuhängen, da dies den Tod nach sich ziehen könne. Dahinter steckt der Glaube, die Wilde Jagd könnte sich in der Wäsche verfangen bzw. die Wäsche rauben und später zum Leichentuch werden lassen.

## Geschichte
Einer der ältesten Berichte stammt von einem normannischen Priester namens Gauchelin aus dem Jahr 1091. Dieser hörte ein Lärmen wie von einem gewaltigen Heer und erblickte daraufhin einen riesigen Mann mit Keule, dem Krieger, Priester, Frauen und Zwerge folgten, darunter auch bereits gestorbene Bekannte. Er bezeichnete die Erscheinung als „Harlechins Familie“ (familia Harlechini).
Älteste sichere Zeugnisse der wilden Jagd im deutschen Sprachgebiet stammen aus dem 13. Jahrhundert. Im Roman Reinfried von Braunschweig (um 1300) heißt es von einer Ritterschar, sie rausche daher wie „daz Wuotez her“. Deutlicher ist der Münchner Nachtsegen (14. Jahrhundert), der etliche Geister und Gespenster auflistet, darunter auch „Wûtanes her und alle sîne man“. Ältere Texte gebrauchen zwar auch den Ausdruck „wütendes Heer“, doch muss nicht mit Bestimmtheit die Sage Vorbild gewesen sein, wenn z. B. im Rolandslied (um 1100) das Heer des Pharao mit „wôtigez her“ bezeichnet wird.
Ab dem 15. Jahrhundert häufen sich die Berichte. Der Luzerner Stadtschreiber Renward Cysat (1545–1614) gibt einen längeren Bericht über die damaligen Vorstellungen vom Guotisheer oder Wuotinshör. Im Jahre 1519 wurde eine Frau aus dem Emmental vertrieben, weil sie aussagte, mit frow Selden und dem Wúetisher einherzufahren. In der Zimmerischen Chronik werden mehrere Erscheinungen des „Wuteshere“ sehr detailliert dargestellt.

## Deutung
Der Sagenkomplex der Wilden Jagd wird nicht einheitlich gedeutet. Die Namen wie Wûtanes Heer, schweizerdeutsch Wüetisheer oder schwedisch Odensjakt weisen deutlich auf den germanischen Gott Wodan/Odin, auch viele Gebräuche und Einzelheiten können auf den heidnischen Gott zurückgeführt werden.
Die ältere naturmythische Deutung sah das Wilde Heer als Produkt von Ängsten, da sich die Menschen vor den nächtlichen Winterstürmen fürchteten und ihnen die engere Gemeinschaft mit den Toten während der dunklen Mittwinterzeit unheimlich schien. Nilsson führte Odens jagt in der schwedischen Landschaft Schonen gar auf Geräusche von Seevögeln zurück, die sie an Winterabenden verursachen.
Ein Berner Gedichtsbüchlein erklärte das Dürstig Gjäg durch „Ohrenkäuze“, die nachts auf Raub ausschwärmen und heulen.
Der Germanist Otto Höfler, der zwischen dem Wilden Heer und der Wilden Jagd unterschied, kam von diesen Interpretationen ab und stellte das Wilde Heer in engere Verbindung mit dem Totenkult, führte es jedoch auf alte Kulte zurück und meinte, „dass die Masken-Umzüge altertümlicher Jungmannschaften das Wilde Heer darzustellen pflegten“.
Der Religionswissenschaftler Jan de Vries nennt folgende Hintergründe: Da das Maskentreiben während der Julzeit oft einen dämonenhaften Charakter habe, trage es zur Ausbildung der Sage bei, zudem erinnert das Wilde Heer an die Einherjer der Walhalla und schließlich mag auch noch das feralis exercitus („Totenheer“) der römerzeitlichen Harier einen möglichen Hintergrund zum Wilden Heer gehabt haben.
Die amerikanische Religionswissenschaftlerin Kris Kershaw setzt die Wilde Jagd in weitere Beziehungen zu den indischen Maruts und beleuchtet die Verwandtschaft zur griechischen Gefolgschaft der Hekate. Zu Höfler schreibt sie: „… dass es unmöglich ist, weiterhin Höflers Funde zu verwerfen. Die gesamte Forschung hat sie nicht nur bestätigt, sondern dieselben Phänomene im ganzen indogermanischen Raum nachgewiesen, wo auch immer Informationen über Kulte und Mythen überliefert sind.“

## Harlekin
In Frankreich heißt die Wilde Jagd Chasse hennequine und in der Normandie Chéserquine. Hier ist die Wilde Jagd seit dem 11. Jahrhundert bezeugt, was entweder auf englische oder normannische Einflüsse zurückzuführen ist. Eine ältere Form lautet Hellequin, was früher als deutsches *Helleken „kleine Hölle“ gedeutet wurde. Da aber der englische Theologe Walter Map in seinen Werken einen Herla rex nennt, was auf Mittelenglisch *Herle king lauten müsste, wurde der Name auch als „Heerkönig“ gedeutet und auf Wodan bezogen. Diese und modernere Deutungen des Namens, wie *(Wodanes) her laikin „(Wodans) Heer im Spiel“ sind umstritten, aber einig ist man sich, dass dahinter Wotan steckt. Auf Umwegen ist dann der Possenreißer Harlekin entstanden.

## Referenzen in der modernen Kultur

### Musik

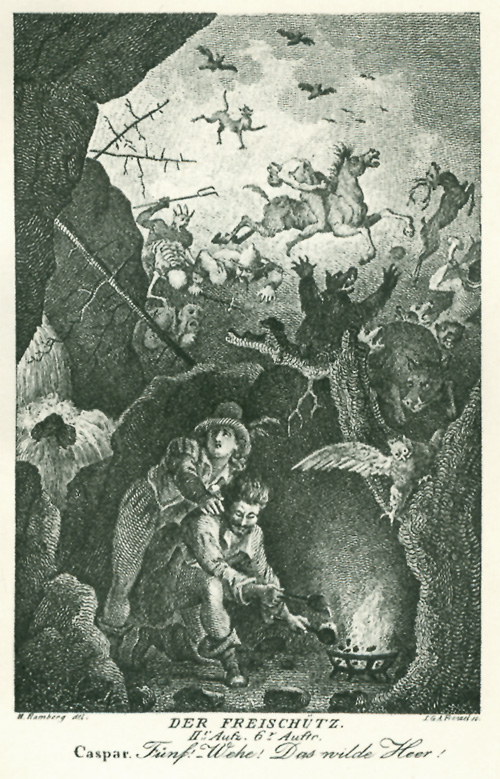
Erscheinung des „Wilden Heeres“ in der Oper Der Freischütz

Die Vertonung von Körners Lützows wilde Jagd stammt von Carl Maria von Weber aus dem Jahr 1816. 1821 veröffentlichte er seine Oper Der Freischütz, in deren zweitem Akt in der Wolfsschluchtszene bei der Segnung der Freikugeln „das wilde Heer“ erscheint.
Die achte Etüde der Etudes d’exécution transcendante (zw. 1826–1851/52) von Franz Liszt trägt nach diesem Mythos den Namen Wilde Jagd.
Joachim Raff greift den Topos in seiner mit charakteristischen Mitteln gestalteten Sinfonie Nr. 3 F-Dur op. 153 Im Walde (1869/1870) auf. Der Finalsatz trägt den Titel Nachts. Stilles Weben der Nacht im Walde. Einzug und Auszug der wilden Jagd mit Frau Holle (Hulda) und Wotan. Anbruch des Tages.
Im Josef Rheinbergers Oratorium Christoforus (1880) wird das Thema ebenfalls aufgegriffen; hier wird die Jagd von Satan persönlich angeführt.
Der Western-Song (Ghost) Riders in the Sky von Stan Jones aus dem Jahr 1948 versetzt den Mythos von der Wilden Jagd ins Cowboy-Milieu.
Die Wilde Jagd erfährt unter verschiedenen Bezeichnungen und Darstellungen eine starke Rezeption in den Metal-Subkulturen. Vor allem im Bereich des Black- und Pagan Metals sind die Bezüge in Bandnamen, Album- und Songtiteln sowie Coverdarstellungen verbreitet.
2021 veröffentlichte Versengold das Lied Die wilde Jagd, in dem die wilde Jagd vom Hörselberg aus startet.

### Film
In der 6. Staffel (2017) der MTV-Serie Teen Wolf spielt die Wilde Jagd eine besondere Rolle. Hierbei werden sie als Reiter und Herrscher des Sturms dargestellt, welche Menschen entführen und sie aus den Erinnerungen ihrer Angehörigen und Freunde löschen, wodurch sie augenscheinlich für immer verloren sind, jedoch immer eine Art Erinnerungsstück zurücklassen.

### Videospiel
Die Wilde Jagd taucht in mehreren Videospielen auf, so etwa im dritten Teil der Witcher-Reihe The Witcher 3: Wild Hunt, im Add-on Bloodmoon des Computerspiels Morrowind, im Nachfolger Skyrim, in Guild Wars 2, in World of Warcraft und in Darklands.

## Deutsche Sagenversionen
- Ludwig Bechstein: Der Wilde Jäger in Dithmarschen[24]